# 中共中央文献编辑委员会
中共中央文献编辑委员会是中共中央设立的编辑党和国家主要领导人著作的机构。

## 历史沿革
延安整风时期，中共中央编辑了《六大以前》和《六大以来》两部党的文献集，收录1922年至1941年党的文献755篇，其中包括毛泽东的部分著作及为中央起草的文献。1945年4月至6月，中共七大召开，确立毛泽东思想为全党指导思想。此后各解放区编印过多种《毛泽东选集》，但均未经毛泽东本人审查。第二次国共内战后期，中共中央开始编辑由毛泽东审阅的《毛泽东选集》，并准备在1949年上半年出版，供全党统一学习。当时苏联准备把东北书店1948年5月出版的《毛泽东选集》译为俄文在苏联发行。1949年6月1日，中共中央致电斯大林告知，经毛泽东校订的《毛泽东选集》将在1949年6月底出版，请苏联不要翻译出版东北书店版《毛泽东选集》。但因忙于指挥作战，毛泽东无暇审定已发稿的《毛泽东选集》清样，所以未能按时出版。
1949年12月到1950年2月毛泽东访问苏联期间，斯大林建议毛泽东将战争年代写的文章、文件整理出版。毛泽东希望斯大林派一位理论水平高的同志协助。斯大林同意派苏联哲学家尤金来中国协助整理编辑毛泽东著作。此后，1950年中共中央毛泽东选集出版委员会成立，刘少奇任主任，主要成员有陈伯达、田家英、胡乔木，以及顾问尤金、苏联驻华大使馆翻译费德林等。委员会随即编辑出版《毛泽东选集》（简称《毛选》），计划将毛泽东在新民主主义革命时期的主要著作编成四卷，经毛泽东审定后出版。《矛盾论》和《实践论》最先定稿，经尤金审阅，由费德林译成俄文后寄给斯大林。斯大林读后评价很高，并批示在苏共中央理论刊物《布尔什维克》上发表。此后《毛选》边整理边翻译，整理出来的篇目由费德林译成俄文寄给苏联，由苏共有选择地在苏共中央刊物上发表。
1951年7月起，已编定的《毛选》第一卷校正本的若干文章在《人民日报》陆续发表，以庆祝中国共产党成立三十周年。1951年10月12日，《毛选》第一卷正式向全国发行。1952年4月，《毛选》第二卷出版发行。1953年4月，《毛选》第三卷出版发行。1960年9月下旬，《毛选》第四卷出版发行。此后，很多人建议毛泽东出《毛选》第五卷，但毛泽东不愿意仓促出版，最终只同意选择他在中华人民共和国成立后尚未公开发表的重要著作，一篇篇在党内一定范围印发。1956年的《论十大关系》讲话稿乃于1965年12月在党内印发，印发时中央说明毛泽东对此稿不满意，印发征求意见以便修改。1962年《在扩大的中央工作会议上的讲话》于1966年2月在党内印发，这是由中共湖北省委第一书记王任重最早提出，经毛泽东同意，经彭真、陆定一、康生、田家英、吴冷西、胡绳等人共同修改，又经毛泽东同意才印发。
1969年，毛泽东委托周恩来、康生主持《毛选》第五卷的编辑工作，但一直未能出版。1970年批判陈伯达时，提到了他在编第五卷时的错误。1975年，在邓小平、康生（当时已病重的康生只是挂名）、胡乔木主持下有个“材料组”，由李鑫、胡绳、吴冷西、熊复负责，中共中央党校的多人参加，从事《毛选》第五卷的编辑。该工作后因“批邓、反击右倾翻案风”而中断。文革结束后不久，1977年3月1日，中共中央政治局会议作出尽快出版《毛选》第五卷及筹备出版《毛泽东全集》的决定，设立中共中央毛泽东主席著作编辑出版委员会，华国锋任主任，叶剑英任副主任，中共中央政治局全体成员为委员会委员，下设办事机构为中共中央毛泽东主席著作编辑出版委员会办公室，办公室主任由中共中央办公厅主任汪东兴兼（后汪东兴辞职，由胡乔木接任办公室主任），李鑫、吴冷西、胡绳、熊复等为办公室副主任，龚育之、郑必坚为该机构理论组负责人，并决定正式编辑出版《毛选》第五卷。1977年10月31日，中共中央决定，增补邓小平、李先念、汪东兴为中共中央毛泽东主席著作编辑出版委员会副主任。
1977年4月，《毛选》第五卷出版发行。因其中有些提法不符合中共十一届三中全会和中共十一届六中全会精神，经中央批准，1982年4月10日新闻出版署通知各地停售《毛选》第五卷。
1980年5月12日，中共中央决定成立中共中央文献编辑委员会，同时决定将原中共中央毛泽东主席著作编辑出版委员会办公室更名为中共中央文献研究室，作为中共中央文献编辑委员会的办事机构。中共中央文献研究室主任为胡乔木。中共中央文献编辑委员会的职责不再限于毛泽东著作的编辑出版，而是将范围扩大到党和国家主要领导人著作的编辑。
1980年12月，中共中央文献编辑委员会编辑的《周恩来选集》上卷由人民出版社出版。1984年11月，《周恩来选集》下卷出版。这是改革开放新时期编辑的首部党和国家主要领导人的著作选集。
1982年3月上旬，邓小平批阅中共中央书记处研究室、中共中央文献研究室《关于编辑出版邓小平文选的报告》后，同意按该报提出的原则整理文稿，并称文稿整理好后再审阅。1983年7月1日，《邓小平文选》（1975一1982年）出版发行。1989年8月20日，《邓小平文选》（1938一1965年）出版发行。1992年中共十四大后，中共中央决定编辑《邓小平文选》第三卷。1992年12月8日，邓小平同志办公室通知中共中央文献研究室，同意第三卷编辑出版。1993年10月，《邓小平文选》第三卷出版发行。1994年11月2日，《邓小平文选》（1938一1965年）和《邓小平文选》（1975一1982年）经增补修订，由人民出版社出版第二版，改称《邓小平文选》第一卷、第二卷。
1984年2月15日，在中共中央文献编辑委员会指导下，由中共中央书记处研究室编辑、中共中央文献研究室参加审核和校阅的《陈云文选》（1926一1949），以中共中央文献编辑委员会的名义编辑，由人民出版社出版，开始向全国发行。1984年7月15日，《陈云文选》（1949一1956年）开始在全国各地发行。1986年6月15日，《陈云文选》（1956—1985年）出版发行。1995年6月13日，中共中央在北京人民大会堂举行《陈云文选》第一至三卷、《陈云》画册出版发行暨纪念陈云诞辰90周年座谈会，《陈云文选》第一至三卷是在原《陈云文选》（1926一1949年）、（1949一1956年）、（1956—1985年）的基础上经过增补和修订而成。
1986年9月9日，以中共中央文献编辑委员会的名义编辑《毛泽东著作选读》在全国发行，该书编选了毛泽东自1921年至1965年期间的68篇著作。
2003年11月，中共中央决定编辑出版《江泽民文选》。由中共中央文献编辑委员会编辑。
2006年8月10日，由人民出版社出版的《江泽民文选》第一至三卷發行。
2013年7月，中共中央决定编辑出版《胡锦涛文选》。由中共中央文献编辑委员会編輯。
2016年9月20日，由人民出版社出版的《胡锦涛文选》第一至三卷發行。
2022年5月，中共中央决定编辑出版《习近平著作选读》第一、二卷，由中共中央文献编辑委员会编辑。2023年4月3日，《习近平著作选读》第一、二卷在全国出版发行。。
中共中央文献研究室成立后，中共领袖人物著作出版逐渐形成惯例：经中共中央决定，由中共中央文献研究室整理编辑，指定人民出版社出版，新华书店发行；外文版由中共中央编译局翻译。其中最高规格的是以中共中央文献编辑委员会名义编辑、人民出版社出版。以这种最高规格出版的有毛泽东、周恩来、刘少奇、朱德、邓小平、陈云、任弼时、叶剑英、彭真、江泽民、李鹏、胡锦涛等人的文选或选集。比该规格低的是以中共中央文献研究室或以选集（文选、文集）编辑组等名义编辑、由人民出版社或其他出版社出版的著作。

## 编辑文献
以中共中央文献编辑委员会的名义编辑的文献有：
- 《毛泽东著作选读》
- 《毛泽东选集》（第二版）
- 《周恩来选集》
- 《刘少奇选集》
- 《朱德选集》
- 《任弼时选集》
- 《邓小平文选》
- 《陈云文选》
- 《叶剑英选集》
- 《李先念文选》
- 《彭真文选》
- 《万里文选》
- 《薄一波文选》
- 《江泽民文选》
- 《胡锦涛文选》[14]
- 《习近平著作选读》[11]
- 《李鹏文集》[15]

## 历任领导
中共中央毛泽东选集出版委员会
| 主任 - 刘少奇（1950年） |

中共中央毛泽东主席著作编辑出版委员会
| 主任 - 华国锋（1977年3月—1980年5月，中共中央主席兼） | 副主任 - 叶剑英（1977年3月—1980年5月） - 邓小平（1977年10月—1980年5月） - 李先念（1977年10月—1980年5月） - 汪东兴（1977年10月） |

中共中央文献编辑委员会
| 主任 | 副主任 |